# スペース バイオチャージ
YOKO KANNO SEATBELTS 来地球記念コレクションアルバム スペース バイオチャージ (SPACE BIO CHARGE) は、菅野よう子のバンド「シートベルツ(SEATBELTS)」のCD3枚組のアルバム。2009年5月27日発売。

## 概要
2009年7月7日の七夕の日に埼玉スーパーアリーナにて開催されたライブ「超時空七夕ソニック 次回公演は22世紀を予定しております」に先立ち、プロモーションの一環としてリリースされた。菅野が過去に手がけたアニメサウンドトラックの中から49曲（計179分）を選んで収録しているが、本人は「ベスト盤や集大成みたいなものは嫌いなんです。一生出したくないんです」と語っており、本作は「ライブの予習盤」と位置付けている。菅野はライブの醍醐味として、観客から「生きてて良かった」というような反応をもらえることが力になっていると述べ、そのような気持ちをアルバムタイトルに込めたという。
SEATBELTSは『カウボーイビバップ』（1998年）のサントラを制作したミュージシャン達と結成したバンドであるが、本作では作品を超えた「菅野楽曲の参加メンバー」へと枠を拡げており、初期の『ぼくの地球を守って』（1993年、主題歌担当）から（この時点での）最新作である『マクロスF』（2008年）まで、国内外の多彩な歌手・演奏家をフィーチャーしている。『カウボーイビバップ』の作品世界において、SEATBELTSは宇宙各方面を巡業中のバンドであり、本作はその地球ツアーの記念盤と銘打たれている。
ビジュアルイメージにはひよこが登場するが、ひよこは菅野の幼少期からのあだ名であり、自身がまだ「ひよっ子」と称するシンボルでもある。

## 収録曲

### DISC 1
1. Fly up in the air (eco.size) / YOKO KANNO SEATBELTS
2. Tank! (TV stretch) / YOKO KANNO SEATBELTS
3. 荒野のヒース / AKINO from bless4
4. トルキア (eco.size) / Gabriela Robin
5. WHAT PLANET IS THIS. / YOKO KANNO SEATBELTS
6. ハイヒールラナウェイ (eco.size) / YOKO KANNO SEATBELTS
7. Ask DNA (eco.size) / Raju Ramayya
8. could you bite the hand? / Steve Conte
9. player (eco.size) / Origa with Heartsdales
10. Power of the Light (eco.size) / YOKO KANNO SEATBELTS
11. 限りなき旅路 / 奥井亜紀
12. DANCE OF COURSE (eco.size) / YOKO KANNO SEATBELTS
13. Genesis of Aquarion / AKINO from bless4
14. Lithium Flower / Scott Matthew
15. Shiro,Long Tail's / YOKO KANNO SEATBELTS
16. inner universe (eco.size) / Origa
17. ライオン / May'n, 中島愛
18. 地球共鳴 / Gabriela Robin
19. ラクエン～secret garden / YOKO KANNO SEATBELTS

### DISC 2
1. MOON (eco.size) / Gabriela Robin
2. high spirit / YOKO KANNO SEATBELTS
3. 約束はいらない (eco.size) / 坂本真綾
4. Be Human / Scott Matthew
5. GET9 (hyper eco.size) / jillmax
6. THE GARDEN OF EVERYTHING / 坂本真綾 feat. Steve Conte
7. CORACAO SELVAGEM / Joyce
8. Hamduche / Hassan Bohmide
9. VOICES / 新居昭乃
10. Cloe (eco.size) / 山本千夏
11. White Falcon / YOKO KANNO SEATBELTS
12. THE REAL FOLK BLUES (save money size) / 山根麻以
13. i do / ilaria graziano
14. End title ノスタルジーナ / YOKO KANNO SEATBELTS
15. 指輪 (Single Ver.) / 坂本真綾
16. 時の記憶 / SEIKA
17. BLUE / 山根麻以
18. THE STORY OF ESCAFLOWNE (eco.size) / YOKO KANNO SEATBELTS

### DISC 3
1. さすらいのカウボーイ -カウボーイビバップのテーマ- / TADA "ED" AOI
2. Doggy Dog (hungry size) / YOKO KANNO SEATBELTS
3. 猫のキモチ（デモバージョン） / Gabriela Robin
4. 魅惑のホースライディング / EHARA "ANDY" MASASHI
5. WO QUI NON COIN / 多田葵
6. No Money (more money size) / Hassan Bohmide
7. 笑ってた / スコシ
8. CAT'S DELICACY / Gabriela Robin
9. AI戦隊タチコマンズ / Tamagawa Sakiko
10. ランカとボビーのSMS小隊の歌 / ランカ・リー with ボビー・マルゴ
11. ABC Mouse Parade / Gabriela Robin
12. 夜明けのオクターブ / 坂本真綾